# Глібківська сільська рада
Глібкі́вська сільська́ ра́да — адміністративно-територіальна одиниця та орган місцевого самоврядування у Красилівському районі Хмельницької області. Адміністративний центр — село Глібки.

## Загальні відомості
Глібківська сільська рада утворена 29 вересня 1992 року.
- Територія ради: 21,745 км²
- Населення ради: 442 особи (станом на 2001 рік)
- Територією ради протікає річка Бужок

## Населені пункти
Сільській раді були підпорядковані населені пункти:
- с. Глібки
- с. Говори
- с. Трудове

## Склад ради
Рада складалася з 12 депутатів та голови.
- Голова ради: Дашевська Марія Олексіївна
- Секретар ради: Прокопчук Марія Олексіївна

### Керівний склад попередніх скликань
| Прізвище, ім'я, по батькові | Основні відомості                                                                                  | Дата обрання | Дата звільнення |
| --------------------------- | -------------------------------------------------------------------------------------------------- | ------------ | --------------- |
| Дашевська Марія Олексіївна  | Сільський голова, 1959 року народження, освіта вища, член Всеукраїнського об'єднання «Батьківщина» | 26.03.2006   | 31.10.2010      |
| Дашевська Марія Олексіївна  | Сільський голова, 1959 року народження, освіта вища, позапартійна                                  | 31.10.2010   |                 |

Примітка: таблиця складена за даними сайту Верховної Ради України

### Депутати
За результатами місцевих виборів 2010 року депутатами ради стали:

#### За суб'єктами висування
| Суб'єкт висування | Кількість обраних депутатів | %    |
| ----------------- | --------------------------- | ---- |
| Партія регіонів   | 9                           | 75   |
| Народна партія    | 2                           | 16,7 |
| Самовисування     | 1                           | 8,3  |

#### За округами
| № округу        | Прізвище, ім'я, по батькові   | Дата визнання обраним | Освіта  | Партійна приналежність | Відомості про обраного депутата                  |
| --------------- | ----------------------------- | --------------------- | ------- | ---------------------- | ------------------------------------------------ |
| Народна Партія  |                               |                       |         |                        |                                                  |
| 6               | Прокопчук Марія Олександрівна | 05.11.2010            | вища    | позапартійна           | Глібківська сільська рада, секретар              |
| 8               | Голубокий Олександр Петрович  | 05.11.2010            | середня | член Народної партії   | Фермерське господарство «Стожари», тракторист    |
| Партія регіонів |                               |                       |         |                        |                                                  |
| 1               | Килімник Олег Васильович      | 05.11.2010            | вища    | позапартійний          | ТОВ «СТЮМІ-Холдінг», працівник                   |
| 2               | Тодорчук Наталія Іванівна     | 05.11.2010            | середня | позапартійна           | Приватний магазин «Злагода», продавець           |
| 3               | Голубока Оксана Володимирівна | 05.11.2010            | вища    | позапартійна           | Глібківський фельдшерський пункт, завідувачка    |
| 4               | Пасєка Лариса Вікторівна      | 05.11.2010            | вища    | член Партії регіонів   | Глібківська загальноосвітня школа І ст., вчитель |
| 5               | Когут Сергій Володимирович    | 05.11.2010            | середня | член Партії регіонів   | ВАТ «Хмельницькгаз», слюсар                      |
| 7               | Павлюк Галина Андріївна       | 05.11.2010            | середня | позапартійна           | Глібківське відділення зв'язку, листоноша        |
| 10              | Рудюк Леонід Володимирович    | 05.11.2010            | середня | позапартійний          | тимчасово не працює                              |
| 11              | Калинюк Надія Миколаївна      | 05.11.2010            | середня | позапартійна           | тимчасово не працює                              |
| 12              | Семенчук Петро Тимофійович    | 05.11.2010            | вища    | позапартійний          | приватний підприємець                            |
| Самовисування   |                               |                       |         |                        |                                                  |
| 9               | Овчар Андрій Леонідович       | 05.11.2010            | середня | позапартійний          | Приватні структури, працівник                    |